# Nitchequon

Nitchequon est un ancien village, formé à l'origine comme un poste de traite de la Compagnie de la Baie d'Hudson situé sur le bord du lac Nichicun, à environ 300 kilomètres à l'ouest de Fermont, au Québec. La station météorologique installée à cet endroit entre 1942 et 1985 a joué un rôle dans la planification et la conception des ouvrages du complexe hydroélectrique La Grande dans les années 1970. La fermeture de la station météo et de l'aérodrome en 1985 a porté un coup fatal à la communauté qui est abandonnée depuis cette date. Elle est toutefois fréquentée à l'occasion par des trappeurs et des pêcheurs cris de la communauté de Mistissini.

## Histoire
Situé au cœur de la péninsule du Labrador et fortement isolé, Nitchequon était un des postes de traite les plus reculés de l'est de l'Amérique du Nord au XIXe siècle. Le hameau, dont le nom en cri signifie « lac de la loutre », est situé au bord du lac Nichicun qui, avec le lac Naococane, plus au sud, constitue l'une des principales sources de La Grande Rivière.
L'endroit est connu des Européens depuis la fin du XVIIe siècle, puisque Jean-Baptiste-Louis Franquelin inscrit le lac Niquicon sur sa carte de 1699. En 1816, John et Thomas Isbister de la Compagnie de la Baie d'Hudson y ouvrent un poste de traite, qui sera fermé six ans plus tard. Le poste sera rouvert en 1834. 
Au cours des décennies suivantes, chasseurs, et explorateurs y ont fait escale. En août 1893, Albert Peter Low y a trouvé un guide naskapi, John Iserhoff, qui l'a mené à Fort Chimo en descendant la rivière Caniapiscau lors de son expédition de 1893-1894. En raison de son éloignement, le poste n'était pas rentable, compte tenu de la difficulté de se rendre à Waskaganish ou Mistissini. Le poste a fermé ses portes en 1943, pour rouvrir durant les années 1950. Il est fermé de manière définitive dans les années 1960.
Une station météorologique a par la suite été opérée à Nitchequon à partir de 1942. La station, de type synoptique, a été exploitée pendant une quarantaine d'années, jusqu'à son transfert à la centrale La Grande-4. Les techniciens sur place rapportaient non seulement les données horaires (température, point de rosée, vents, précipitations et nuages) mais lançaient également des ballons de radiosondage à 00 et 12 heures UTC pour obtenir ces informations en altitude. Étant donné qu'il s'agissait d'une des rares stations en opération dans le territoire du projet de la Baie-James et que sa situation l'éloignait des influences côtières, les données de Nitchequon ont été utilisées intensivement dans le cadre des études qui ont précédé la construction du projet hydroélectrique. Une piste d’atterrissage (code AITA : YNI) est également aménagée.
En 1985, la station est fermée et le hameau est abandonné. Nitchequon est aujourd'hui située sur les terres de la communauté crie de Mistissini. On pratique notamment la pêche dans les environs.

## Toponymie
Le nom Nitchequon signifie en langue crie « le lac de la loutre ». Quant aux lac Nichicun et à la rivière du même nom à proximité de l'ancien hameau, leur nom signifie « il y a des loutres ».

## Climat
| Mois                                        | jan.                                           | fév.                                           | mars         | avril        | mai                                            | juin         | jui.                                           | août                                           | sep.                                           | oct.                                           | nov.         | déc.                                           | année |
| ------------------------------------------- | ---------------------------------------------- | ---------------------------------------------- | ------------ | ------------ | ---------------------------------------------- | ------------ | ---------------------------------------------- | ---------------------------------------------- | ---------------------------------------------- | ---------------------------------------------- | ------------ | ---------------------------------------------- | ----- |
| Température minimale moyenne (°C)           | −29,4                                          | −28,4                                          | −22,3        | −12,2        | −3,1                                           | 4,6          | 9,2                                            | 7,9                                            | 3                                              | −3                                             | −11,6        | −24,3                                          | −9,1  |
| Température moyenne (°C)                    | −23,5                                          | −21,8                                          | −15,1        | −6,2         | 1,8                                            | 9,7          | 13,6                                           | 12                                             | 6,5                                            | 0                                              | −8           | −19,3                                          | −4,2  |
| Température maximale moyenne (°C)           | −17,8                                          | −15,3                                          | −8           | −0,3         | 6,7                                            | 14,9         | 17,9                                           | 16                                             | 9,9                                            | 2,9                                            | −4,7         | −14,4                                          | 0,6   |
| Record de froid (°C) date du record         | −49,4 1957/15                                  | −48,3 1972/17                                  | −45 1948/05  | −35 1960/11  | −22,8 1972/01                                  | −6,7 1956/08 | −2,2 1943/12                                   | −0,6 1976/31                                   | −8,3 1942/23                                   | −17,2 1944/29                                  | −35 1972/25  | −46,7 1970/23                                  |       |
| Record de chaleur (°C) date du record       | 3,9 1959/17                                    | 5,6 1981/24                                    | 10,4 1979/21 | 13,9 1984/27 | 26,1 1950/30                                   | 32,2 1947/25 | 31,1 1953/17                                   | 28,9 1946/03                                   | 26,1 1948/05                                   | 20 1970/10                                     | 9,4 1977/11  | 6,7 1957/21                                    |       |
| Précipitations (mm)                         | 38,5                                           | 30,9                                           | 44,9         | 40,8         | 57,5                                           | 87,7         | 112,4                                          | 119,6                                          | 107,7                                          | 82,1                                           | 60,6         | 44,4                                           | 827,2 |
| dont pluie (mm)                             | 0                                              | 0,6                                            | 3,3          | 7,7          | 39,2                                           | 81,7         | 112,4                                          | 117,7                                          | 97,8                                           | 41,8                                           | 13,4         | 2,1                                            | 517,6 |
| dont neige (cm)                             | 41,7                                           | 34,4                                           | 45           | 34,2         | 18,5                                           | 5            | 0                                              | 1,9                                            | 10,2                                           | 41,4                                           | 50,3         | 45,6                                           | 328,2 |
| Record de pluie en 24 h (mm) date du record | 6,1 1946/06                                    | 6,2 1981/11                                    | 18,5 1976/21 | 13 1979/26   | 45,7 1963/28                                   | 37,3 1965/24 | 58,2 1964/29                                   | 49,4 1981/12                                   | 34,5 1944/12                                   | 59,7 1959/24                                   | 20,3 1975/08 | 29,2 1964/25                                   |       |
| Record de neige en 24 h (cm) date du record | 19,8 1977/29                                   | 25,4 1953/21                                   | 50,8 1947/25 | 34,2 1981/14 | 18,3 1976/04                                   | 24,9 1983/08 | 1 1983/09                                      | 25,9 1965/29                                   | 28,2 1974/30                                   | 32,3 1966/16                                   | 35,7 1977/18 | 37,8 1969/28                                   |       |
| Nombre de jours avec précipitations         | erreur pluie-jour-jan n'est pas un nombre (<1) | erreur pluie-jour-fev n'est pas un nombre (<1) | 1            | 3            | 9                                              | 15           | 18                                             | 19                                             | 17                                             | 10                                             | 3            | erreur pluie-jour-dec n'est pas un nombre (<1) | 96    |
| Humidité relative (%)                       | 78                                             | 78                                             | 78           | 73           | 66                                             | 60           | 63                                             | 66                                             | 73                                             | 81                                             | 85           | 82                                             |       |
| Nombre de jours avec neige                  | 18                                             | 14                                             | 15           | 11           | 7                                              | 2            | erreur neige-jour-jul n'est pas un nombre (<1) | erreur neige-jour-aou n'est pas un nombre (<1) | 5                                              | 14                                             | 19           | 17                                             | 122   |
| Nombre de jours d'orage                     | 0                                              | 0                                              | 0            | 0            | erreur orage-jour-mai n'est pas un nombre (<1) | 3            | 3                                              | 3                                              | erreur orage-jour-sep n'est pas un nombre (<1) | erreur orage-jour-oct n'est pas un nombre (<1) | 0            | 0                                              | 10    |

| Diagramme climatique                                  |                |             |               |             |             |              |            |           |           |               |                |
| J                                                     | F              | M           | A             | M           | J           | J            | A          | S         | O         | N             | D              |
| −17,8−29,438,5                                        | −15,3−28,430,9 | −8−22,344,9 | −0,3−12,240,8 | 6,7−3,157,5 | 14,94,687,7 | 17,99,2112,4 | 167,9119,6 | 9,93107,7 | 2,9−382,1 | −4,7−11,660,6 | −14,4−24,344,4 |
| Moyennes : • Temp. maxi et mini °C • Précipitation mm |                |             |               |             |             |              |            |           |           |               |                |